# Grete Freund
Grete Freund, auch  Grete Freund-Basch und  Grete Basch, (* 3. Juli 1885 in Wien, Österreich-Ungarn; † 28. Mai 1982 in Wien, Österreich) war eine österreichische Schauspielerin und Operettensängerin.

## Leben
Grete Freund erhielt zu Beginn des 20. Jahrhunderts eine Gesangsausbildung am Konservatorium ihrer Geburtsstadt. 1906 führte sie ihr erstes Engagement an die Volksoper Wien. Bekannt machte sie die rote Lisi in Leo Falls Operette Der fidele Bauer. 1911 heiratete sie den Schauspieler und Regisseur Felix Basch, mit dem sie auf Operettentournee nach Russland ging. Im Jahr darauf ließ sich das Ehepaar in Berlin nieder.
Nach dem Ersten Weltkrieg trat Grete Freund an Berliner Bühnen wie dem Theater am Nollendorfplatz auf, besang mehrere Grammophonplatten und wirkte in einigen Kinofilmen mit. Man sah sie mit Hauptrollen vor allem in Inszenierungen ihres Mannes. Die Musikbühne blieb jedoch Freunds Hauptbetätigungsfeld. Nach nur einem Tonfilm und einem Engagement an den Preußischen Staatstheatern in der letzten Spielzeit der Weimarer Republik floh das jüdische Ehepaar mit ihrem Sohn, dem späteren Fotografen Peter Basch, aus Deutschland und übersiedelte nach New York. In den kommenden Jahren pendelten Felix und Grete Basch zwischen Europa und den Vereinigten Staaten hin und her. Im Oktober 1939 ließ sich die Familie endgültig in den Vereinigten Staaten nieder.
Grete Freund organisierte während des Zweiten Weltkrieges Benefizveranstaltungen zugunsten Wiener Kinder und führte in New York ein auf Wiener Spezialitäten ausgerichtetes Restaurant namens Greta’s Viennese. 1941 übersiedelte die Familie Basch nach Los Angeles, um auch dort, diesmal erfolglos, ein Spezialitätenrestaurant zu eröffnen. Nach dem Tod ihres Mannes (1944) erhielt Grete Freund eine winzige Filmrolle und gab gelegentlich Konzerte. Später kehrte sie nach Wien zurück.

## Filmografie
- 1918: Die lustigen Weiber von Windsor
- 1919: Die Prostitution (2 Teile)
- 1920: Mascotte
- 1920: Menschen von heute
- 1920: Hannerl und ihre Liebhaber
- 1921: Der Fluch des Schweigens
- 1922: Sodoms Ende
- 1922: Der Strom
- 1930: Die vom Rummelplatz
- 1945: Her Highness and the Bellboy

## Tondokumente (Auswahl)
1. bei der Gramophone:
- Der Segen aus „Der fidele Bauer“ von Leo Fall. Grete Freund, Gusti Stagl, Lily Wiska, Hubert Marischka und Adolf Lussmann, mit Orchesterbegleitung unter persönlicher Leitung des Komponisten. Wien. Gramophone Concert Record GC-2-44 388 (Matr. 12 989  u), aufgenommen 1908
- Heinerle, Heinerle, hab kein Geld. Duett aus „Der fidele Bauer“ von Leo Fall. Grete Freund und kleine Poldi Braunberger mit Orchesterbegleitung unter persönlicher Leitung des Komponisten. Wien. Gramophone Concert Record GC-2-44 389 (Matr. 12 990 u), aufgenommen 1908[2]
- Hadschi Stavros, du edler Held! Lied aus der Operette „Das Fürstenkind“ von Franz Lehár. Grete Freund vom Johann Strauss-Theater, mit Orchesterbegleitung unter persönlicher Leitung des Komponisten, Wien. Gramophone Concert Record GC-2-43 276 (Matr. 15 301 u), aufgenommen am 8. Oktober 1909.
- Wenn man ein Mädchen küsst. Duett aus „Immer feste druff!“, vaterländisches Volksstück, Text von H. Haller und W. Wolff – Musik von W. Kollo. Grete Freund und Hellmut Hallendorf,[3] Berlin, Deutsch. Duett mit Orchesterbegleitung – Schallplatte Grammophon 13 275 / 2-944.230 (Matr. 17 129 L)[4]
- Treu und herzinniglich aus „Blaue Jungens“. Text von Hermann Frey – Musik von Rudolf Nelson. Gesungen von Grete Freund und Paul Heidemann. Deutsch. Duett. Schallplatte Grammophon 13 565 / 2-944.345 (Matr. 18 872 Lb)
- Der Marineleutnant aus „Blaue Jungens“. Text von Hermann Frey – Musik von Rudolf Nelson. Gesungen von Grete Freund und Paul Heidemann. Deutsch. Duett. Schallplatte Grammophon 13 565 / 2-944.346 (Matr. 18 873 Lb)
- Ich weiß nicht, zu wem ich gehöre aus dem Tonfilm Stürme der Leidenschaft (Holländer, Liebmann) Fred Marley Tanz Orchester mit deutschem Refraingesang: Grete Freund. Grammophon braun 803 B (Matrizennummer: 1589 BN II), aufgenommen in Berlin 1930
- Überlandpartie. Foxtrottlied (Herm. Leopoldi) Fred Marley Tanz Orchester, mit Refraingesang von Grete Freund und Alfred Strauß. Grammophon braun 1639 A (Matr. 2965 BH 3), aufgenommen im Oktober 1931[5]
- Mit dem Sch-Sch-Sch-Überraschungszug. Foxtrot (Leopoldi, Herz, Salpeter) Ilja Livschakoff Tanz-Orchester mit deutschem Gesang: Alfred Strauß u. Grete Freund. Polydor 17 039-B (Matr. 2037 ½ BN7), aufgenommen im März 1933[6]

2. bei Homocord:
- Die blonde Lorelei. Ein Schallspiel von H. Hiller – H. Brennecke.  I. Teil. Großes Homocord-Ensemble (Alice Hechy – Grete Freund – Paul Westermeier – Hermann Feiner – Luigi Bernauer – Felix Basch) mit Orchester. Homocord 4-9025 (Matr. H-2-53014), dto. II. Teil, Homocord 4-9025 (Matr. H-2-53015) dto., III. Teil, Homocord 4-9026 (Matr. H-2-53016), dto., IV. Teil, Homocord 4-9026 (Matr. H-2-53017)[7]